# Synchiropus kanmuensis
Synchiropus kanmuensis là một loài cá biển thuộc chi Cá đàn lia gai (Synchiropus) trong họ Cá đàn lia. Loài này được mô tả lần đầu tiên vào năm 1983.

## Từ nguyên
Danh pháp khoa học của loài cá này, kanmuensis, được đặt theo tên của nơi đầu tiên phát hiện ra chúng, ngọn núi ngầm Kanmu ở Thái Bình Dương.

## Phân bố và môi trường sống
S. kanmuensis có phạm vi phân bố ở Bắc Thái Bình Dương. Loài cá này được tìm thấy tại quần đảo Hawaii, và 2 ngọn núi ngầm Kanmu thuộc chuỗi núi ngầm Hawaii-Emperor. S. kanmuensis sống ở độ sâu khoảng 355 – 498 m.

## Mô tả
Mẫu vật lớn nhất của S. kanmuensis có chiều dài cơ thể được ghi nhận là 14,2 cm; cá cái có chiều dài tối đa được ghi nhận là 12,1 cm.
Số gai ở vây lưng: 4; Số tia vây mềm ở vây lưng: 8; Số gai ở vây hậu môn: 0; Số tia vây mềm ở vây hậu môn: 7.